# Рудник (гміна Рудник)
Рудник (пол. Rudnik) — село в Польщі, у гміні Рудник Красноставського повіту Люблінського воєводства.
Населення — 565 осіб (2011).
У 1975-1998 роках село належало до Замойського воєводства.

## Демографія
Демографічна структура станом на 31 березня 2011 року:
|          | Загалом | Допрацездатний вік | Працездатний вік | Постпрацездатний вік |
| -------- | ------- | ------------------ | ---------------- | -------------------- |
| Чоловіки | 289     | 70                 | 187              | 32                   |
| Жінки    | 276     | 47                 | 158              | 71                   |
| Разом    | 565     | 117                | 345              | 103                  |